# Neuvy, Loir-et-Cher

Neuvy este o comună în departamentul Loir-et-Cher, Franța. În 1 ianuarie 2022 avea o populație de 316 de locuitori.